# Смоківка
Смоківка — історична місцевість у Корольовському районі Житомира та села Вереси. Колишнє село.

## Розташування
Смоківка розташована на північно-східній околиці Житомира та довколишніх землях села Вереси (південно-західна околиця села). На теренах Смоківки виділяють історичні місцевості: хутір Затишшя, Полісся.
Умовними рубежами місцевості є: із заходу — річки Вошивиця, Крошенка та залізниця, з північного заходу — залізниця на Коростишів, з північного сходу — лісовий масив, зі сходу та півдня — землі села Глибочиця. Із заходу межує з Мар'янівкою.
Більша частина Смоківки знаходиться в межах міста. Це переважно стара житлова забудова, сформована до кінця 1980-х років, що обмежена: з півночі — провулками 2-м Степовим, Соняшниковим та Саєнка, з півдня — Київською вулицею, зі сходу — вулицями Вересівський Шлях та Юрія Немирича.
На схід від старої Смоківки, у межах міста, розташована частина місцевості Полісся, що обмежена вулицею Саєнка з півночі, Київським шосе з півдня, вулицею Юрія Немирича із заходу та міською смугою зі сходу.
Південно-східна частина Смоківки, на південь від міської смуги Житомира, де розташовується котеджна забудова вздовж нових вулиць Княгині Ольги, Поліської, Коростенської, належить до села Вереси.
Північна частина історичної Смоківки, на північ від провулка Саєнка, де формується ще один масив котеджної забудови, належить до земель села Вереси.
У північній частині історичної місцевості Смоківка, у верхів'ї річки Крошенки знаходиться хутір Затишшя.
Західні терени історичної Смоківки, між річкою Вошивицею та вулицею Коростишівською відомі також як Мар'янівка.
Головна магістраль, що перетинає Смоківку із заходу на схід є Київське шосе. Головними вулицями Смоківки є вулиці Саєнка, Коростишівська, Вересівський шлях, якими курсують міський автобус, маршрутні таксі.
На Смоківці розміщений Смоківський парк з новозбудованою Ольгинською церквою.

## Історія
Місцевість відома з XVIII століття. Виникла у багнистій місцевості навколо старої дороги з Житомира на Вереси, Радомишль та Київ. Пізніше збережена ділянка старої дороги отримала назву Старокиївська, нині вулиця Саєнка.
Назва місцевості походить від прізвища житомирського віце-регента (судді) Якуба Смока — власника корчми, що розташовувалася на перетині річки Ставровки зі старою дорогою на Київ. Корчма відома з плану 1781 року.
Смоківка, відома також як Цмоківка, розвивалася як система хуторів (Здаєвського, Садовської, Домбровського, Гловацького (Головачівка), Упира, Сидоренка, Косевічки та ін.). Більшість з вищевказаних хуторів відомі з плану міста і передмістя 1852 року. Хутори Сидоренка, Косевічки на лівому боці від вулиці Саєнка. Хутір Здаєвського розташовувався на місці нинішнього обласного педагогічного ліцею. Хутір Гловацього, відомий також як Головачівка — між нинішніми вулицями Саєнка, Коростишівською й Світинською, поблизу Смоківського кладовища. Хутір Домбровського — в районі перехрестя сучасних вулиць Саєнка та Коростишівської.
На мапі 1867—1875 рр., хутір Цмоківка має 11 дворів.
За даними перепису населення 1897 року в урочищі Смоківка 9 мешканців, в передмісті Смоківка за Київською заставою — 42 мешканці, в хуторі Сидоренка «Смоківка»— 23 мешканці, в хуторі Хаботіна «Смоківка» — 9 мешканців. Хутір Упирівка налічував 65 мешканців, а в хуторі Головачівка налічувався 41 мешканець.
На початку ХХ століття Смоківка розташована східніше межі між передмістями Житомира та Житомирським повітом, що проходила річкою Вошивиця (1-а Мар'янівська лінія). На мапі 1906 року показаний як хутір, що на півночі межує із землями села Крошні.
У 1906 році село Цмоківка Левківської волості Житомирського повіту складається із 38 дворів та налічує 249 мешканців. Розташоване в 12 верстах від Житомира.
Станом на 1909—1913 рр. у Цмоківці налічувалося 38 дворів, що розкинулися на значній площі на північ від Київського шосе, навколо доріг, що нині сформовані як міські вулиці Саєнка, Світинська, Вересівський шлях, Коростишівська та Радомишльський проїзд, а також вулиця Корольова села Вереси.
За радянських часів систему хуторів на північ від вулиці Саєнка об'єднано та найменовано «Хутір Затишшя».
У 1923 — 1930 рр. Смоківка — село Вацківської сільської ради Левківського (з 1925 року Іванківського) району Житомирської округи.
У 1930 році Смоківка разом з іншими населеними пунктами Вацківської сільської ради передана у підпорядкування Житомирській міській раді.
У 1939 році Смоківку Вацківської сільської ради передано Житомирському сільському району. Межа між селом Смоківка та містом Житомир до 1971 року проходила між вулицею Коростишівською та Ставровським провулком.
У 1971 році село включено до міської смуги Житомира.
У другій половині ХХ століття на Смоківці розміщено комплекс Науково-дослідного і проектно-технологічного інституту хмелярства (пізніше Науково-дослідний інститут «Полісся») з дослідними полями, а також комплекс об'єктів обслуговування на виїзді з міста в бік Києва «Полісся», що включав мотель, готель, станцію техобслуговування автомобілів № 1, автозаправні станції, цивільний аеропорт, заклади торгівлі й громадського харчування.
З початку 1990-х років і дотепер на вільних від забудови землях, на південь від Київського шосе, за міською смугою здійснюється будівництво котеджів. У 1991—1992 рр. отримали назви вулиці Княгині Ольги, Поліська вулиця й Поліський проїзд. Нині формуються вулиці Коростенська, Смоківська, Олексія Опанасюка.
З 1990-х років на вільних від забудови землях села Вереси, на північ від старої частини Смоківки здійснюється садибна житлова забудова[джерело?].
З 2018 року село Вереси у складі Житомирської міської громади. Місцевість Смоківка відтоді цілком перебуває на землях Житомирської міської громади[джерело?].